# Ondřej Polívka
Ondřej Polívka (Praga, 17 marzo 1988) è un pentatleta ceco.

## Palmarès
In carriera ha conseguito i seguenti risultati:
- Mondiali:

Berlino 2007: bronzo nella staffetta.
Londra 2009: oro nella staffetta, argento nella gara a squadre.
- Europei

Lipsia 2009: oro nell'individuale, argento nella gara a squadre, bronzo nella staffetta.
Drzonów 2013: oro nella staffetta.
Székesfehérvár 2014: bronzo nella gara a squadre.
Bath 2015: bronzo a squadre.
Sofia 2016: argento nella staffetta.
Minsk 2017: oro nella staffetta.